# إنريكي غوميز (مخرج)
إنريكي غوميز (بالإسبانية: Enrique Gómez)‏ هو كاتب سيناريو ومخرج إسباني، ولد في 1919 في برشلونة في إسبانيا، وتوفي في 1955 في مدريد في إسبانيا.

## وصلات خارجية
- إنريكي غوميز على موقع IMDb (الإنجليزية)
- إنريكي غوميز على موقع ألو سيني (الفرنسية)
- إنريكي غوميز على موقع قاعدة بيانات الفيلم (الإنجليزية)
- إنريكي غوميز على موقع كينوبويسك (الروسية)
- إنريكي غوميز على موقع كينوبويسك (الروسية)